# Јован Куркуас
Јован Куркоас (око 900-946) био је византијски војсковођа, доместик схола током владавине Романа Лакапина.

## Биографија
Након смрти бугарског цара Самуила, Јован је великом офанзивом против Арабљана прекинуо вишевековну византијску дефанзиву. Освојио је Мелитену 931. године и 934, али је у пределу горњег Еуфрата порашен од емира Саиф-ад-Даулаха који је затим опустошио византијску граничну област (940). Следеће године, уз садејство византијске флоте, сузбио је руског неза Игора који је запретио Цариграду. У наставку офанзиве, Куркоас је у смелим продором у Месопотамију освојио Мајафракин, Амиду, Дарас, Нисибис и опсадом приморао Едесу на предају. Због својих победа, Куркоас је назван други Велизар.